# Привилегии Густава II Адольфа
Привилегии Густава II Адольфа — были подписаны шведским королём Густавом II Адольфом для Риги после 1621 года, когда де-факто Рига подпала под власть шведского королевства в рамках шведско-польской войны, начатой в 1600 году и завершившейся перемирием в Альтмарке в 1629 году.
25 сентября 1621 года все прежние рижские права были обобщены и дополнены в 71 пункте, которые были сформулированы по распоряжению монарха. Самым главными с точки зрения перспективы на успешную торговлю были те, которые давали гарантию рижским купцам на монопольное осуществление торговли с Белоруссией, Россией и Литвой. Другими важными постановлениями были привилегии беспошлинного ведения торговли на территории всех шведских провинций. Два года давности — таков был срок ловли беглых крестьян по всей территории королевства (позже, после того, как шведский губернатор Ливонии Клас Тотт принял проект юриста Хильхена, составленный ещё в польские времена, в 1599 году, эта норма, выработанная для поимки крестяьн, находившихся в бегах, увеличилась до 11 лет с 1668 года). По этому документу господствующей религией в Риге объявлялось лютеранство.
Город выигрывал кое-что по условиям привилегий — например, у домского капитула решено было экспроприировать в пользу города так называемые «складские поля», которыми на протяжении всего времени с начала XII века владел капитул. Также городу достались некоторые территориальные приобретения — земли Лимбажского (тогда Лемзальского) староства, а также сам город Лемзаль, в том числе и некоторые поместья и усадьбы на территории шведской Видземе. Другие важные пункты королевских привилегий: дворяне теряли право скупки зерна в деревнях; крестьяне получали право самостоятельно (без перекупщиков и посредников) реализовывать товары в Риге. Ещё один программный пункт, которым, однако, впоследствии пришлось пренебречь (см. Лицента, Литовская пошлина и Королевская надбавка): мораторий на увеличение торговых пошлин. Также по одному из пунктов соглашения между городом и королём город обязался содержать шведский гарнизон за свои средства (такое «безобразие» продолжалось до 1695 года, когда за пределами элементов крепостной стены были построены Яковлевские казармы специально для нужд шведских легионеров, которые до этого расселялись в черте города-крепости.